# Тварина як наречений
«Тварина як наречений» — група фольклорних і казкових історій у фольклористиці про те, як одружується або заручається з твариною. Тварина виявляється людським принцом під маскуванням або прокляттям. Більшість цих казок згруповано в міжнародній системі індексу Аарне-Томпсона-Утера під типом ATU 425 «Пошук загубленого чоловіка». Деякі підтипи виокремлюються в міжнародній класифікації як самостійні історії, проте вони не завжди відповідають фіксованій типізації.

## Огляд

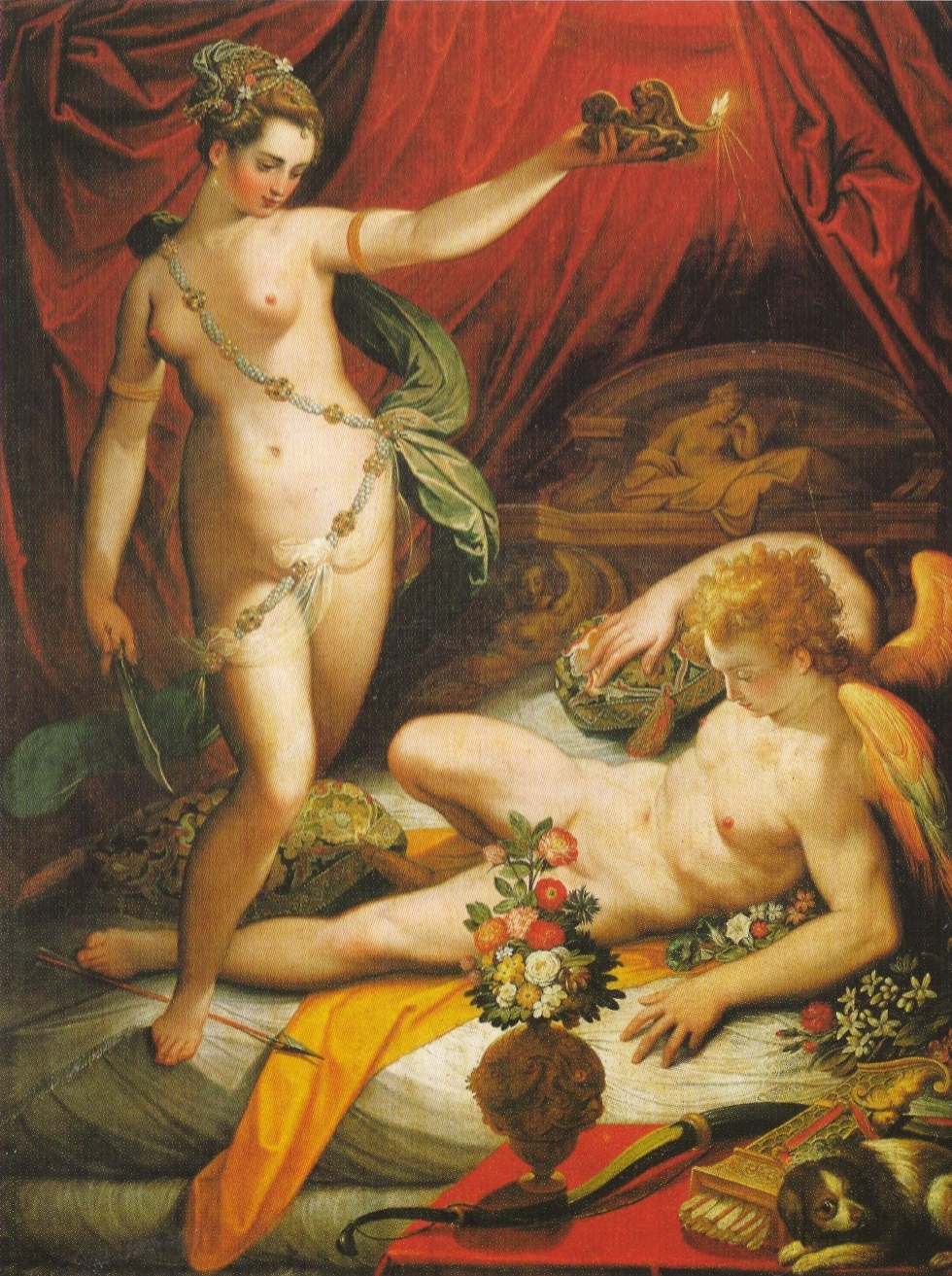
«Амур і Психея» (1589) Якопо Дзуккі.

Як наслідок сплеску колекціонування казок і зародження фольклористики як дисципліни в ХІХ столітті, вчені та збирачі казок порівнювали багато версій «Тварини як нареченого» з міфом про Амура і Психею.
Дослідник фольклору Стіт Томпсон уточнив, що тварина-наречений, можливо, народилася за бажанням батьків або змінює людську та тваринну форму. Деякі казки розповідають, що син тварини залицяється до принцеси, але її батько вимагає за неї виплату за наречену.
У деяких версіях батько віддає доньку як викуп. В інших саме мати передає або обіцяє свою доньку (доньок) монстру, і також через наполягання матері героїня порушує табу на свого чоловіка: людська героїня не повинна бачити його вночі, або вона не повинна розкривати його справжню сутність своїм родичам.

### Інтерпретації
Тема вимагає різноманітних наукових і літературних інтерпретацій.
Вчений Джек Зіпс описує ці типи казок як вибір партнера, під час якого людська дівчина змушена взяти шлюб з нареченим-твариною за наполяганням її сім'ї або через свою долю. В іншій роботі Зіпес пише, що в цих казках надприродний чоловік (у вигляді тварини) проходить процес долучення до цивілізації, тоді як для дружини-людини він є ініціаційною подорожжю.
Дослідниця Барбара Фасс Ліві зазначила, що ці казки трактуються у феміністичному прочитанні, яке «аплодує» волі головної героїні, на відміну від пасивних героїнь, таких як Білосніжка та Спляча Красуня. Ліві, як і вчений Венді Донігер, також заявили, що «Тварина-наречений» є чоловічим аналогом «Діви-лебеді» — обидва типи стосуються шлюбу між людиною та міфічною істотою.
Річард МакГіліврей Докінз припустив, що його живучість як міфу та народної казки пояснюється тим, що ця історія «відображає … значну частину стосунків між чоловіком і дружиною».
Для Дональда Ворда тип 425 — це, з одного боку, еротична історія, союз між божественною чоловічою сексуальністю та смертною жіночою незайманістю, але, з іншого боку, також розповідь про «любов, відданість і готовність до жертви». Подібним чином Венді Донігер бачить у цьому циклі оповідань контраст або «напругу» між «людським і надлюдським» (оскільки тварина-наречений може володіти великою силою), а також між «тваринним і божественним».
Джеймс М. Таггарт стверджував, що в основі цих казок лежить «метафоричний […] гендерний розподіл праці в залицянні та шлюбі»: тоді як чоловіки беруть на себе активну роль у залицянні, а жінки — більш пасивну, останнім відводиться роль з «більшою відповідальністю» у підтримці подружнього статусу (що представлено випробуваннями та випробуваннями, яких вони зазнають у цих казках).
У своїй книзі «Геть голови! Казки та культура дитинства», у розділі про чоловіків-тварин і жінок-людей, які одружуються, вчений Марія Татар робить висновок, що героїня цих казок є частиною складного набору дій та емоцій. Наприклад, Татар інтерпретує епізод зради Психеєю особистості Амура (і, ширше, всіх інших героїнь та їхніх тварин-чоловіків) як контраст між прагненням героїні до більшої близькості та знання свого чоловіка та її існуючою прихильністю до своєї сім'ї, що спричиняє епізод розлуки.
Ряд дослідників (наприклад, Чарльз Філлінгем Коксвелл, Борія Сакс, Джеймс Фрейзер, Віра Гашпарикова) пов'язують шлюби між людьми і тваринами з давнім тотемним походженням.
Інша наукова лінія описує ці казки як ініціаційну подорож для обох сторін: чоловік стає твариною або одягає шкуру тварини як частину своєї шлюбної ініціації, тоді як дружина-людина спалює його шкуру тварини і починає власні пошуки, щоб знайти свого чоловіка, який став частиною її самої.

## Типи казок АТУ
Примітка: наступні розділи базуються на описах міжнародного індексу Аарне-Томпсона-Утера. Деякі відомості можуть відрізнятися в регіональних і національних покажчиках народних казок.

### АТУ 425: Пошуки втраченого чоловіка
Фольклорист Д. Л. Ашліман пов'язував цей загальний тип з історіями, в яких героїня виготовляє з сировини штучного чоловіка, який стає справжнім чоловіком, і в нього закохується іноземна королева. Однак він зазначав, що серед казок, які він перерахував за цією класифікацією, деякі можуть також підпадати під тип 425А «Тварина як наречений». Фольклористка Крістін Голдберг назвала цей наратив «Штучний чоловік». Вона також звернула увагу на те, що героїня в казках «Штучний чоловік» є більш активною учасником і ініціює дію, на відміну від героїнь інших підтипів.
- Пінтосмальто
- Майстер Манна крупа
- Баран (казка)
- Принц-лебідь[de][26][27]

### АТУ 425A: Тварина (Монстр) як наречений

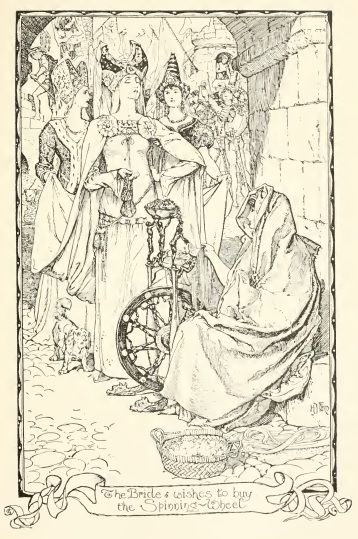
Принцеса (фальшива наречена) пропонує гроші, щоб купити золоту прялку. Ілюстрація Генрі Джастіса Форда для «Сірої казкової книги» (1900).

У народних казках, класифікованих як казка типу АТУ 425A, «Тварина як наречений», дівчина порушує табу або спалює шкуру тварини чоловіка, і, щоб спокутувати це, вона повинна носити пронумеровану пару металевих черевиків. По дорозі до свого чоловіка вона просить допомоги у Сонця, Місяця та Вітру ця послідовність, яку дослідниця Аннамарія Зесі вважає більш типовою для північноєвропейських казок. В інших історіях (здебільшого європейських) її помічниками можуть бути три старі батуни або родичі чоловіка.
У деяких казках перед розлукою з надприродним чоловіком у дружини забирають дітей і ховають їх деінде. Наука розміщує цей мотив у кельтських і германомовних областях. Ще один повторюваний мотив цього типу — краплі крові на одязі чоловіка, який героїня пере. Професор Франческа Саутман знайшла цей мотив у деяких французьких варіантах із Бретані.
Томас Фредерік Крейн також зазначав, що наприкінці своєї подорожі вона знаходить свого чоловіка у владі другої дружини. Вона підкуповує цю людину речами, які придбала в дорозі (отриманими від уособлень стихій або від своїх помічників), щоб провести з ним ніч. Лише на третю ніч героїні вдається поговорити з чоловіком, і він впізнає її. У зв'язку з цим Саутман зазначив, що героїні можуть дати три горіхи (або мигдаль і каштани), в яких містяться предмети, якими вона підкупить фальшиву наречену. Крім того, за словами Анни Ангелопулос (Anna Angelopoulos) та Айгл Броскоу (Aigle Broskou), редакторів грецького каталогу народних казок, альтернативні подарунки для героїні можуть бути пов'язані з ткацтвом (наприклад, ткацький верстат або веретено), або красиві сукні, що уособлюють Сонце, Місяць і зірки, або море, землю і небеса.
За словами Ганса-Йорга Утера, головною особливістю казки типу АТУ 425A є «підкуп фальшивої нареченої на три ночі з чоловіком». Фактично, коли він розробляв свій перегляд системи Аарне-Томпсона, Утер зауважив, що «суттєвою» рисою казки типу АТУ 425A є «квест дружини та подарунки» та «куплені ночі».
- Чорний бик Норвегії
- Бурий ведмідь Норвегії
- Дочка неба
- Казка про балахон
- Три дочки короля О'Гари
- Білий гірський пес
- Гілочка розмарину
- Зачарована змія
- Білий Ведмідь-Король-Валемон
- На схід від Сонця і на захід від Місяця
- Принц Капелюх під землею
- Залізна піч
- Зачароване порося (АТУ 441 і АТУ 425A)
- Білий Ведмідь Віттінгтон
- Принц-змій
- Сігурд, син короля (ісландська казка)
- Білий вовк
- Трандафіру
- Принц Рак
- Король Крін (італійська казка)
- Казка про маленького песика
- Про дивовижного чоловіка Гору
- Принц Білий Ведмідь

### АТУ 425B: Син відьми (Завдання відьми)

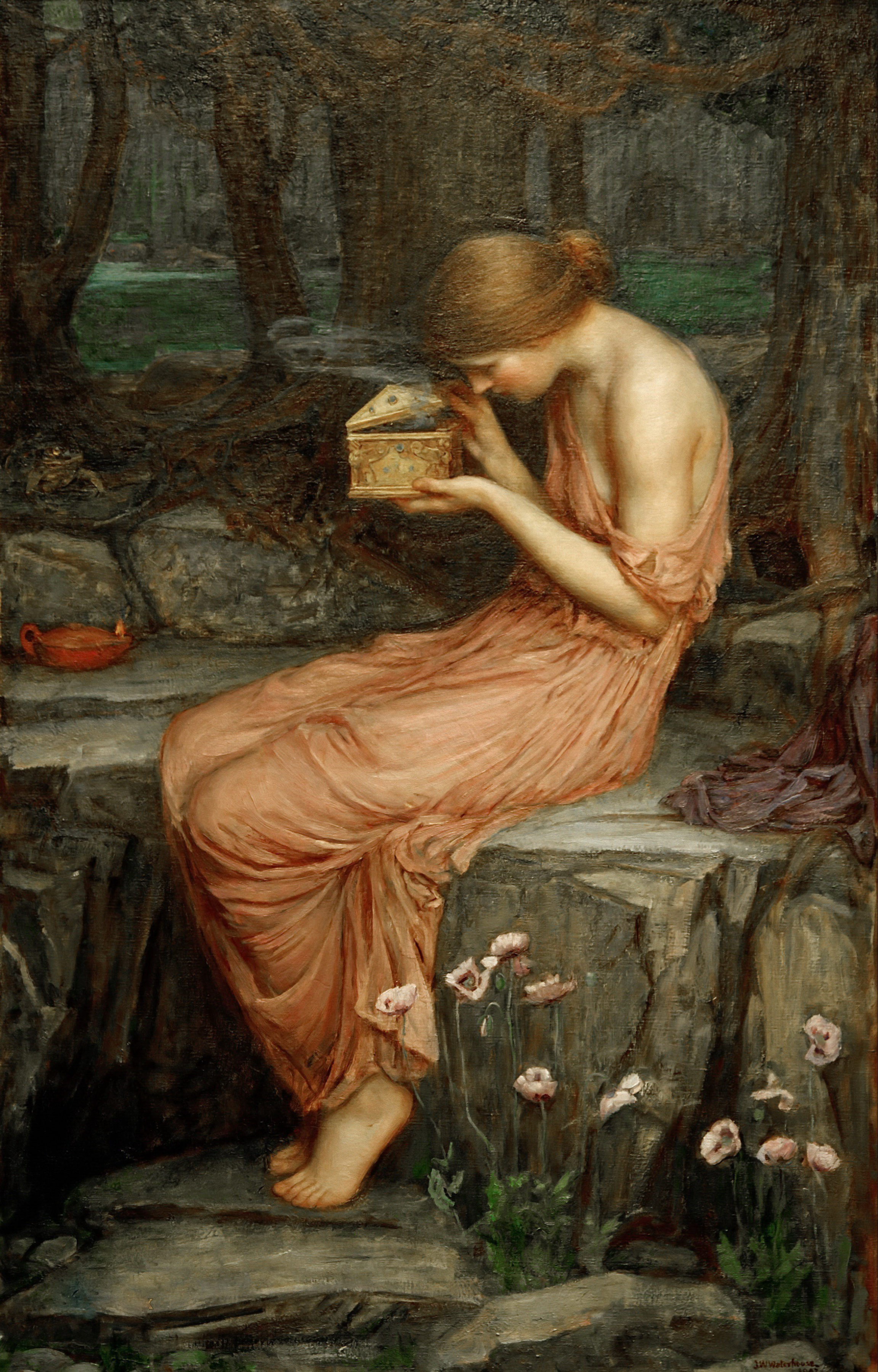
«Психея відкриває золоту скриньку» (1903) Джон Вільям Вотерхаус.

У цій категорії казок героїня виконує складні завдання для сім'ї чоловіка (точніше, свекрухи). У цьому типі героїня потрапляє до будинку відьми (іноді її свекрухи, іноді іншої жіночої родички її чоловіка), де вона служить. Одне із завдань — піти в дім іншої відьми (ідентифіковано як родичку першої) і принести звідти коробку, скриньку, сумку, мішок з чимось, що її чоловік попереджає не відкривати, але вона відкриває.
Річард МакГілліврей Докінз також зазначив, що в деяких казках свекруха, щоб ще більше принизити героїню, сватає свого сина з іншою нареченою і посилає її з дорученнями отримати матеріали для майбутнього весілля. Джек Зіпс підкреслює, що героїня повинна виконати завдання, перш ніж матиме шанс звільнити чоловіка.

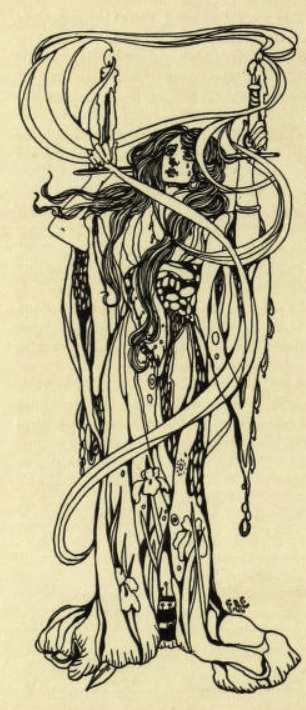
Принцеса тримає свічки на весіллі між своїм чоловіком, принцом Вовком, і донькою відьми. Ілюстрація до «Принца Вовка» з книги 1909 року.

У деяких оповіданнях героїня змушена нести смолоскипи на весільний кортеж свого чоловіка — практика, яку Зіпс та Ернст Тегетхофф [de] пов'язують з давньоримським звичаєм, про який згадує Плавт у своєму творі «Казина». За словами Дональда Ворда, шведський учений Ян-Ойвінд Сван заявив, що його тип А, «найстарший» (див. нижче), містить мотив героїні, яка тримає факел на знак другого шлюбу свого чоловіка з фальшивою нареченою — пастку, встановлену відьмою або її донькою з наміром убити героїню. Однак вона врятована, коли її чоловік бере факел і кидає його в руки фальшивої нареченої. Ян-Ойвінд Сван назвав цей мотив «Смолоскип» і знайшов його в казках Скандинавії, Греції, Індії, Туреччини та романомовних регіонів.
Цей тип казок подібний до попереднього. Однак Утер стверджує, що відмінність між обома категоріями полягає в «пошуку скрині» та візиті до другої відьми. Каталонські дослідники знаходять поширення останнього мотиву у варіантах з Латвії, Фінляндії, Німеччини, Ісландії, Франції, Італії, Туреччини та Сербії.
Що стосується «пошуку труни», дослідниця Аннамарія Зесі вважає, що цей мотив трапляється у східно-середземноморських варіантах. Так само каталонські дослідники знаходили мотив скриньки з музичними інструментами у грецькому, турецькому та південноіталійському варіантах. У зв'язку з цим Сван розділив цей мотив на області: у варіантах з Норвегії, Іспанії, Греції та Персії скринька містить щось небезпечне; у варіантах середземноморської традиції скринька містить інструменти; у «данській і романській традиції», граючі чоловіки вистрибують зі скриньки (що, на його думку, було варіацією на мотив інструментів); у Скандинавії містить літаючі коштовності.
За словами Крістін Голдберг і Вальтера Пухнера, деякі варіанти цього типу показують як завершальний епізод «Чарівного польоту», комбінацію, яка з'являється «спорадично в Європі», але «традиційно в Туреччині». Цей епізод також з'являється в болгарському типі 425B, «Момъкът с конската глава» або «Der Junge mit Pferdekopf»(«Юнак з кінською головою»), а також в іранському типі AaTh 425B, Der Tierbräutigam: Die böse Zauberin («Звірячий наречений: Зла чаклунка»).
Спорідненим типом казки є тип AaTh 428, «Вовк», який вчені вважають фрагментарною версією казки про Амура і Психею, у якій не вистачає початкової частини про тваринного чоловіка та відповідає частині завдань відьми. Відповідно Утер переглянув міжнародну систему класифікації та включив попередній тип AaTh 428, «Вовк» до нового типу ATU 425B, «Син відьми».
- Амур і Психея[66][67]
- Граціоза і Персине
- Зелений Змій
- Король кохання
- Ульв Конґесен (Принц-Вовк)
- Золотий корінь
- Кінь-диявол і відьма
- Туліса, дочка дроворуба
- Хастахумар і Бібінагар
- Габрмані
- Син людожера
- Ясмін і Змієборець
- Маленький краб
- Паяро Верде
- Історія покинутої принцеси
- Грюнкаппе
- Принц-змійовик Сонна голова
- Наймолодша донька падишаха та її чоловік-осел з черепом
- Принцеса, яка не вміла зберігати таємниці
- Казка про Афтаба
- Казка про дроворуба та його дочок (АТУ 425D та АТУ 425B)
- Морський кінь (сирійська казка) (АТУ 425D та АТУ 425B)
- Прунелла (AaTh 428)
- Маленька дівчинка, яку продали з грушами (AaTh 428)
- Фада Моргана (AaTh 428)
- Хлопець і дівчина в підземному палаці (AaTh 428)
- Казка про Бабу-Ягу
- Дівчинка-солдат

### АТУ 425C: Красуня і чудовисько

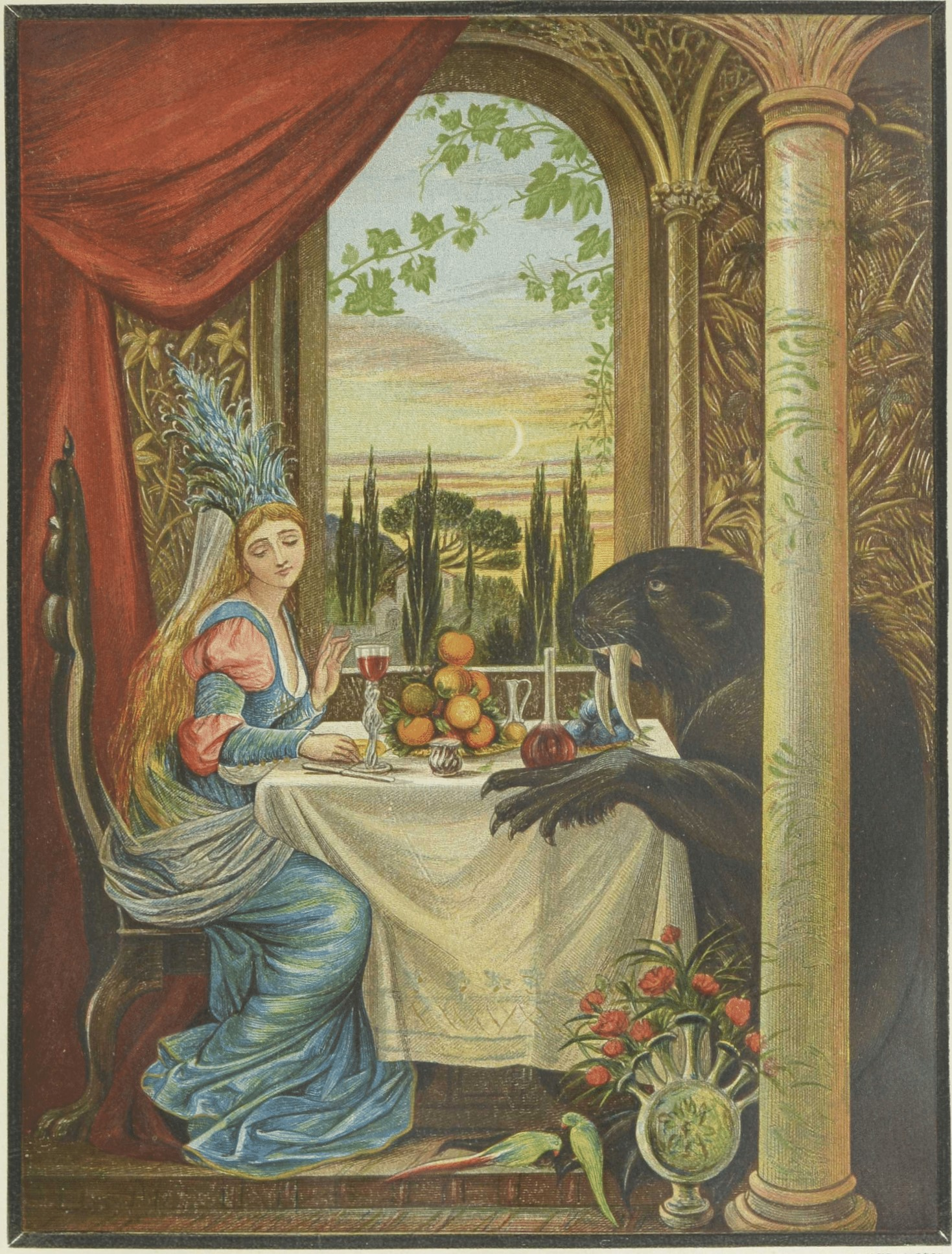
Ілюстрація «Красуні і чудовиська» Елеонор Вер Бойл 1875 року

Зіпес підсумував казку так: третя або наймолодша дочка просить у свого батька (купця або короля) подарунок (пташку або квітку). Єдине місце, де він може знайти таку дрібничку, — це сад звіра чи чудовиська, який вимагає доньку купця/короля натомість. Річард МакГіліврей Докінз, у свою чергу, зауважив, що сестри героїні просили у батька матеріальні блага (наприклад, сукні), тоді як вона просить простий жетон, який приведе її до зачарованого принца.
Утер зазначає, що цей тип містить «подарунки для дочок», проте відсутні пошуки втраченої дружини.
- Красуня і чудовисько
- Співучий жайвір-стрибунець (ATU 425C і ATU 425A)
- Дрібнозубий пес
- Аленька квіточка

### АТУ 425D: Зниклий чоловік
У цій казці чоловік зникає, а дружина-людина будує заїжджий двір (або хостел, лазню чи лікарню), щоб приймати незнайомців. Кожен гість повинен розповісти їй свою історію. Потім вона слухає історію, розказану незнайомцем, і розуміє, що це історія про те, де вона може знайти свого чоловіка.
Грецькі вчені Анна Ангелопулу та Ейгль Броску зазначають, що порушення табу дружиною в цьому типі казки передбачає розкриття особи чоловіка під час вечірки чи турніру. Вони також стверджують, що мотив будівництва заїжджого двору, щоб допомогти знайти зниклу дружину, також зустрічається у візантійському романі XIV століття про Лібістра та Родамні (або Лівістра та Родамне).
- Золотий краб
- Голова осла
- Ослина голова (турецька казка)

### АТУ 425E: Зачарований чоловік співає колискову
У цій казці вагітна героїня, коли її чоловік зникає, і вирушає на його пошуки. Вона прибуває до замку, власниця якого, королева, дозволяє їй залишитися. Героїня народжує дитину. Однієї ночі хтось приходить і співає дитині колискову. Героїня впізнає в цій людині свого чоловіка, і його пісня містить вказівки, як його врятувати (чи то від його звіриного прокляття, чи то від рук фей).
Хорватська фольклористка Майя Бошкович-Стуллі повідомила, що в одній із версій сербсько-хорватської епічної пісні під назвою «Наречений-сокіл» принцесу замкнув її батько у вежі, маючи намір уникнути пророцтва. Принц у вигляді сокола входить до вежі і закохується в неї. Вона вагітніє, залишає вежу і вирушає до замку матері нареченого-сокола, щоб народити сина. Коли наречений-сокіл з'являється вночі, щоб заколисати дитину, вона співає колискову про те, як його розчарувати: змусити патріарха і дванадцять ченців молитися до ранку. Бошкович-Стуллі також зауважила, що пісня про сокола-нареченого була «споріднена» з неопублікованими далматськими варіантами, де зачарований чоловік співає колискову своїй дитині (підтип 425E).
- Замок
- Філек-Зелебі

### Споріднені типи
Академік Томас Фредерік Крейн зазначив ще один набір казок, який він назвав «Діти-тварини»: іноді нелюди/тварини-залицяльники народжуються через поспішне бажання їхніх батьків або усиновлені людською парою в їхній теперішній звірячій формі. Коли тварина-наречений виростає, він бажає, щоб його батьки знайшли йому жінку шлюбного віку. У деяких варіантах тварині-нареченому дають іншу наречену або одружують з іншими жінками раніше за героїню, і він пожирає, калічить або вбиває цих наречених, перебуваючи ще в тваринній подобі. Тільки третя дружина спалює шкуру тварини і розчаровує його.
Цей наратив може з'являтися в таких типах казок:
- ATU 430, «Осел як наречений» (принц як осел)
- ATU 433B, «Король мокриць» (принц як змій)
- ATU 441, «У зачарованій шкірі» або «Ганс Мій їжачок» (принц у ролі свині чи їжака)

### Інші види казок
- Сплячий принц (казка) (AaTh 425G)
- Егле – королева вужів (ATU 425M)
- Озерний жук у ролі нареченого (ATU 425M)
- Історія принцеси Зейнеб і короля Леопарда (AaTh 425N)
- Маріє, блакитні руки (іспанська казка) (AaTh 425N)
- Перо мого крила (AaTh 425N)
- Чоловік, який виходив лише вночі (AaTh 425N)
- Білянка та Червонка (ATU 426)
- Хатина в лісі (ATU 431)
- Принц як птах (ATU 432)
- Дівчина з двома чоловіками (ATU 433B)
- Принц-дракон і мачуха (ATU 433B)
- Дитя-Дракон і Дитина-Сонце (ATU 433B)
- Чампаваті (AaTh 433C)
- Історія Гамадріади (AaTh 433C)
- Походження Сиренії (AaTh 433C)
- Кола Пеше (ATU 434*)
- Мертвий принц і лялька, що говорить (AaTh 437)
- Каджалрекха (AaTh 437)
- Король-Жабеня (ATU 440)
- Колодязь на краю світу (ATU 440)
- Казка про королеву, яка хотіла напитися з певної криниці (ATU 440)
- Їжак, купець, король і бідняк (ATU 441 і ATU 707)
- Стара жінка в лісі (ATU 442)
- Сіді Нуман (ATU 449)

### Інші казки
- Ворон (казка)
- Принцеса Гімал і Нагарай
- Зміїний принц
- Принц-черепаха
- Дівчинка-рибалка і краб
- Рубіновий принц (панджабська казка)
- Принц Лал Малук
- Історія Хіри та Лала
- Моньохе (Сото)
- Умамба (зулуська казка)
- Бемсілланг (чоловік-змій)
- Амевакахіко соші
- Гарненьке телятко
- Король-змій
- Принцеса Баленг і Зміїний король
- Равликовий син
- Білий птах і його дружина
- Дівчина Ланга Лангчунг і Півень
- Тезін Нан Дло
- Король-Ігуана

## Розподіл
За словами Карен Бемфорд, було зібрано понад 1500 варіантів казки з Європи, Азії, Африки та Північної Америки (в останній — з європейських традицій). Ізраїльський професор Дов Ной повідомив про 580 варіантів у шести європейських країнах: Швеції, Норвегії, Ірландії, Німеччині, Франції та Італії.

### Можливий розвиток подій
Згідно з монографією Яна-Ойвінда Свана, основний тип казки (Амур і Психея) «найпоширеніший у Скандинавії та східному Середземномор'ї», але також з'являється в Європі, Малій Азії, Персії, Індії, Індонезії та в Африці («серед берберів і хауса»). Мегас доповнює аналіз Свона та знаходить тип А в Середземному морі та навіть у Китаї. Свон припустив, що оригінальна казка про Амура і Психею могла виникнути у Східному Середземномор'ї, території, яка охоплює Південну Італію, Сицилію, Грецію та Туреччину.
Стосовно типу «купівлі трьох ночей» (тип B Свона), Сван припустив, що ця послідовність була «нововведенням» основного типу (Купідон і Психея) і «належить до Франції», тому що вона розвинулась або серед бретонців, або у власне Франції під впливом бретонських мотивів. Звідти він поширився по всій Європі та Малій Азії, з'явившиь «зокрема» в Ірландії, Данії та Норвегії. Тип із трьома ночами, як визнав Свон, був тим, хто поширився далеко й широко. Пізніші дослідження підтверджують оцінку Свана: казки «Тварина як наречений» з епізодом «купівлі трьох ночей» дуже популярні в германомовних, кельтських, слов'янсько- та романомовних областях.
Стосовно невеликого циклу історій, який включає «три ночі» та «штучного чоловіка», Свон вважав, що він, мабуть, розвинувся в Італії оскільки оповідання про штучного чоловіка, здається, обмежені Туреччиною, Італією та Грецією. Протилежної точки зору дотримується грецький фольклорист Георгіос А. Мегас, для якого обидва мотиви були злиті в грецькій традиції.
Грецький фольклорист Георгіос А. Мегас (Georgios A. Megas) стверджував, що тип 425D був перенесений хрестоносцями зі Сходу на Захід, оскільки головна ознака підтипу, заїжджий двір як засіб визначення місцезнаходження зниклого чоловіка, вже з'являється в грецькій середньовічній літературі. Колеги-вчені Анна Ангелопулу та Ейґль Броскоу зауважують, що казка типу 425D популярна як у Греції, так і в Туреччині, а з останньої поширилася до Єгипту, Ірану та Тунісу.
Мегас також припустив, що, оскільки він з'являється в поєднанні з іншими підтипами типу 425 і з типом АТУ 433B, казка типу 425E походить не з Греції, а, можливо, мігрувала з Італії до Греції, а звідти до Туреччини. За його словами, це пояснює його присутність у цих трьох середземноморських країнах, а також те, як підтип з'являється у поєднанні з підтипом 425D як турецький тип TTV 93, і з типом 433B як турецький тип TTV 106.

## Уточнення
1. ↑  У зв'язку з цим данська дослідниця Інгер Маргрете Боберг у своєму дослідженні дійшла висновку, що надприродний чоловік - це божество з людською формою в «первісній казці», яке закохується в смертну жінку, і припустила, що його тваринна форма була пізнішим розвитком.[17]
2. ↑  До речі, Сіт Томпсон прокоментував, що епізод підкупу героїнею фальшивої нареченої за три ночі з чоловіком зустрічається у варіантах типів АТУ 425 і АТУ 408.[38]
3. ↑  Схожу оцінку дав дослідник Андреас Йон: «Епізод “купівлі трьох ночей” для повернення чоловіка частіше розвивається в казках про героїнь, які шукають своїх чоловіків (AT 425, 430 і 432)...»[39]
4. ↑  Барбара Ліві інтерпретує цю подію як «жорстоку дефлорацію» цих жінок.[83]
5. ↑  Для пояснення, Сван у своїй системі класифікував тип 425А як «найстаріший».[87] У системі Стіта Томпсона набір Свона індексується як тип AaTh 425B.[88]
6. ↑  Французькі вчені Поль Деларю та Марі-Луїза Тенез, творці каталогу французьких народних казок, також дотримуються класифікації Свана: Французький тип 425A слідує за «Амуром і Психеєю» із завданнями; тип 425B - з дарами і трьома ночами.[89]
7. ↑  Грецькі дослідники казок Георгіос А. Мегас, Анна Ангелопулу та Айгл Броуску слідом за Сваном розглядають підтип А як «Амур і Психея».[90]
8. ↑  Подібна історія засвідчена в кхмерській/камбоджійській літературі, в казці про Річ Кола: син небесного царя, Річ Кол спускається на землю в образі коня. Він одружується з принцесою Пу, третьою і наймолодшою донькою земного короля. Принцеса Пу виявляє, що під кінською шкурою ховається вродливий юнак. Одного дня він має повернутися до своєї небесної обителі, і його людська дружина вирушає за ним.[91]
9. ↑  Професор Даміана Еудженіо знайшла філіппінський метричний романс на тему нареченого-тварини, зради дружини і подальших пошуків.[92]
10. ↑  Казка народу хауса називається «Das verwandelte Pferde» («Зачарований кінь»): дочка чоловіка одружується зі свїм вірним конем, який, як виявляється, є людиною; пізніше в історії відьма падає в яму і вмирає.[93] Сван наблизив цю казку до свого типу А, «Амур і Психея».[94]
11. ↑  У зв'язку з цим дослідниця Марина Маттей розглядає оповідання Апулея як «композицію», «формулювання» і стверджує, що він опрацьовує теми, які були «відомі і розглядалися» в літературі сусідніх регіонів, «особливо Єгипту, Сходу і Близького Сходу».[97]

## Подальше читання
- Baker, Ronald L. (Fall 1989). Xenophobia in 'Beauty and the Beast' and Other Animal/Monster-Groom Tales. Midwestern Folklore. 15 (2): 71—78.
- Bukhave, Lisa (2020). No Looking in the Night: On Disentangling Indo-European Folk Naratives in Religious Texts. The Journal of Indo-European Studies. 48 (3–4): 471—503. ProQuest 2578204731.
- Caraman, Petru [румунською] (2009). Ion H. Ciubotaru; Ioana Repciuc (ред.). Identificarea episodului despre Cupidon şi Psyche, din romanul "Metamorphoses" al lui Apuleius, cu un basm autentic popular [Identification of the Episode on Cupidon and Psyche, in the Novel Metamorphoses by Appuleius, with An Authentic Folk Fairy Tale]. Anuarul Muzeului Etnografic al Moldovei (Romanian) . Editura Palatul Culturii (9): 11—85.
- Heiner, Heidi Anne (editor). Beauty and the Beast Tales From Around the World. Surlalune Fairy Tale. CreateSpace Independent Publishing Platform; Annotated edition (October 8, 2013). ISBN 978-1469970448.
- Katrinaki, Emmanouela (16 червня 2011). Die Tiergatten in den griechischen Märchen des Zyklus: 'Die Suche nach dem verlorenen Mann' (AT/ATU 425). У Blécourt, Willem de; Tuczay, Christa Agnes (ред.). Tierverwandlungen: Codierungen und Diskurse (нім.). Narr Francke Attempto Verlag. с. 173—192. ISBN 978-3-7720-5406-8.
- Le Guern-Camara, Gaëlle. «D’Éros à la Bête: la chambre des secrets» [From Eros to the Beast: the chamber of secrets]. In: Féeries [En ligne], 16 | 2020, mis en ligne le 07 janvier 2021, consulté le 27 janvier 2023. URL: http://journals.openedition.org/feeries/2842; doi:10.4000/feeries.2842
- Marjanić, Suzana. «Genre (and) Interpretations: Fables, Tales of Animal Bridegrooms (The Beauty and the Beast Archetype) and Animal Wives, and the Interpretations Thereof». In: Disenchantment, Re-Enchantment and Folklore Genres. Edited by Nemanja Radulović and Smiljana Đorđević Belić. Belgrade: Institute for Literature and Arts, 2021. pp. 121–139.
- Palmaitis, Letas (lt). «Romeo Moses and Psyche Brunhild? Or Cupid the Serpent and the Morning Star?» In: Caucasologie et mythologie comparée, Actes du Colloque international du C.N.R.S. — IVe Colloque de Caucasologie (Sèvres, 27-29 juin 1988). Paris, PEETERS, 1992. pp. 177–185. ISBN 2-87723-042-2.